# قرار مجلس الأمن التابع للأمم المتحدة رقم 1188
قرار مجلس الأمن التابع للأمم المتحدة رقم 1188، المتخذ بالإجماع في 30 تموز / يوليو 1998، بعد التذكير بالقرارات السابقة بشأن إسرائيل ولبنان بما في ذلك القرارات 501 (1982) و508 (1982) و509 (1982) و520 (1982) وكذلك دراسة تقرير الأمين العام لقوة الأمم المتحدة المؤقتة في لبنان (يونيفيل) التي تمت الموافقة عليها في 426 (1978)، قرر المجلس تمديد ولاية اليونيفيل لستة أشهر أخرى حتى 31 يناير 1999.
ثم أعاد المجلس التأكيد على ولاية القوة وطلب من الأمين العام مواصلة المفاوضات مع الحكومة اللبنانية والأطراف المعنية الأخرى فيما يتعلق بتنفيذ القرارين 425 (1978) و426 (1978) وتقديم تقرير عن ذلك.
وتم إدانة جميع أعمال العنف ضد اليونيفيل وحث الأطراف على وقف الهجمات على القوة. وكان الأمين العام كوفي عنان قد أفاد بوجود قتال في جنوب لبنان على الرغم من انخفاض عدد الضحايا. وظلت الحالة متقلبة وحدثت مضايقات لأفراد القوة. تم تشجيع المزيد من وفورات الكفاءة بشرط ألا تؤثر على القدرة التشغيلية للعملية.

## روابط خارجية
- نص القرار في undocs.org